# 八条隆礼
八条隆礼（はちじょう たかよし、明和元年（1764年）6月22日 - 文政2年（1819年）6月2日）は、江戸時代後期の公卿。

## 官歴
- 明和5年（1769年）：従五位下
- 安永元年（1772年）：従五位上、修理権大夫
- 安永5年（1776年）：正五位下
- 安永9年（1780年）：従四位下
- 天明3年（1783年）：従四位上
- 天明8年（1788年）：右権少将、正四位下
- 寛政2年（1790年）：権中将
- 寛政4年（1792年）：従三位
- 寛政10年（1798年）：正三位
- 文化5年（1808年）：参議
- 文化6年（1809年）：従二位

## 系譜
- 父：八条隆輔
- 母：大江広豊の娘
- 子：八条隆祐